# Chakri-Orden
Der Chakri-Orden, mit vollständiger Bezeichnung Der sehr erhabene Orden des Königlichen Hauses Chakri (thailändisch เครื่องขัตติยราชอิสริยาภรณ์อันมีเกียรติคุณรุ่งเรืองยิ่งมหาจักรีบรมราชวงศ์, englisch The Most Illustrious Order of the Royal House of Chakri), ist ein hoher königlich-thailändischer Orden.

## Geschichte
Gestiftet wurde der Orden am 21. April 1882 von König Chulalongkorn (Rama V.) zur Erinnerung an die Gründung der Stadt Bangkok und zum Gedenken an König Phra Phutthayotfa Chulalok (Rama I.) aus der Chakri-Dynastie.
Der Orden wird nur an Nachkommen des Königs Rama I. und deren Ehepartnern, Mitglieder anderer Königshäuser sowie Staatsoberhäuptern verliehen. Es gibt 30 männliche und 16 weibliche Ordensträger.

## Insignien
Die Dekoration besteht aus einer einzigen Klasse (Ritter) und wird in folgenden Ausführungen getragen:
- Anhänger von Chakri, hängend an einer Collane
- Anhänger von Chula Chakri, befestigt auf einer gelben Schärpe zu tragen über der linken Schulter zur rechten Hüfte
- Stern von Chakri, zu tragen als Bruststern zur Linken (Damen tragen den Stern am seidenen Bande als Halsorden)
- Bandschnalle, zu tragen an der Uniform bzw. am Dienstanzug

Symbol des Hauses Chakri: im Detail Tri und Sudarshana Chakra

Der „Anhänger von Chakri“ besteht aus einem goldenen Medaillon mit einem emaillierten Reif. Die Inschrift ist in siamesisch mit der Ordensdevise Treue, Loyalität und Patriotismus.
Im „Anhänger von Chula Chakri“ enthalten ist das Sudarshana Chakra. Hierbei handelt es sich ursprünglich um die Waffe der hinduistischen Gottheit Vishnu – einem sich drehenden, sehr scharfen Diskus (siehe auch Chakram). Dieser umgibt ein dreiklingiges Schwert (das Tri).
Der zugehörige Bruststern, der „Stern von Chakri“, ähnelt in seinem Aussehen dem Anhänger von Chakri, nur schlagen aus den Reif zusätzlich silberne Flammen.
Der Ordensträger ist berechtigt ein ม.จ.ก. hinter dem Namen zu führen.

Anhänger von Chakri
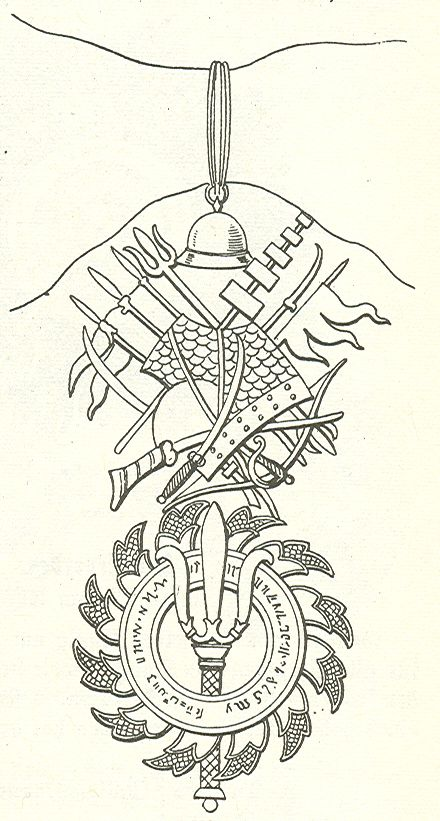
Anhänger von Chula Chakri
Stern von Chakri
Bandschnalle des Ordens

## Bekannte Ordensträger
Mitglieder des Hauses Chakri:
- König Bhumibol Adulyadej
- Kronprinz Maha Vajiralongkorn
- Prinzessin Maha Chakri Sirindhorn
- Prinzessin Chulabhorn Walailak
- Prinzessin Galyani Vadhana
- Prinzessin Ubol Ratana
- Prinzessin Bejaratana Rajasuda
- Prinzessin Soamsavali Kitiyakara

Ordensträger außerhalb Thailands:
- Kaiser Haile Selassie I. von Äthiopien
- Kaiser Akihito von Japan
- Kaiserin Michiko von Japan
- Zar Nikolaus II. von Russland
- Raymond Poincaré – französischer Premierminister und Präsident
- Charles de Gaulle – Präsident von Frankreich
- König Sisavang Vong des Königreichs Laos
- Königin Elisabeth II. des Vereinigten Königreichs von Großbritannien und Nordirland
- Dwight D. Eisenhower – 34. Präsident der Vereinigten Staaten von Amerika
- König Olav V. von Norwegen
- König Harald V. von Norwegen
- Großherzogin Charlotte von Luxemburg
- Königin Juliana der Niederlande
- Königin Sofia von Spanien
- König Baudouin von Belgien